# NGC 1409
NGC 1409 (również PGC 13553 lub UGC 2821) – galaktyka soczewkowata (SB0), znajdująca się w gwiazdozbiorze Byka. Odkrył ją William Herschel 6 stycznia 1785 roku. Jest to galaktyka aktywna z jądrem typu LINER. Galaktyka ta jest w trakcie kolizji z sąsiednią NGC 1410.